# Saguaro kaktus
Saguaro kaktus (lat. Carnegiea gigantea), jedina vrsta kaktusa u rodu Carnegiea, porodica kaktusovke.. Saguaro može narasti do 12 metara visine, i živjeti 150 godina. Rasprostranjen je po američkoj pustinji Sonora u Sjedinjenim državama i Meksiku.
Rod je imenovan u čast američkog magnata Andrewa Carnegiea. 

## Vanjske poveznice
- Wildflower